# اس‌ام‌اس کایزرین
اس‌ام‌اس کازرین (به انگلیسی: SMS Kaiserin) یک کشتی است که طول آن ۱۷۲٫۴ متر (۵۶۶ فوت) می‌باشد. این کشتی در سال ۱۹۱۱ ساخته شد.